# ناحیه زنیا، شهرستان کلی، ایلینوی
ناحیه زنیا، شهرستان کلی، ایلینوی (به انگلیسی: Xenia Township) یک منطقهٔ مسکونی در ایالات متحده آمریکا است که در شهرستان کلی، ایلینوی واقع شده‌است. ناحیه زنیا ۶۵۸ نفر جمعیت دارد و ۱۶۵ متر بالاتر از سطح دریا واقع شده‌است.